# Pawło Hrycenko
Pawło Juchymowycz Hrycenko (ukr. Павло Юхимович Гриценко; ur. 23 września 1950 w miejscowości Matroska w obwodzie odeskim) – ukraiński językoznawca, doktor habilitowany, profesor, dyrektor Instytutu Języka Ukraińskiego Narodowej Akademii Nauk Ukrainy.
Bada dialekty ukraińskie, problematykę wzajemnych oddziaływań dialektów lokalnych i języka literackiego. Zainteresowania badawcze skupiają się na języku ukraińskim i językach słowiańskich: typologia i związki słowiańskich systemów dialektalnych, teoria geografii językowej, tekstografia, tekstologia, historia językoznawstwa. Jest współautorem Ogólnosłowiańskiego Atlasu Językowego, tom 3, 4a, 4b, 5, 6, 8 (1994–2009).
Zainicjował badania dialektów Strefy Wykluczenia wokół Czarnobylskiej AES. Nadzoruje przygotowanie bazy Słownika gwar ukraińskich.
Jest członkiem Komisji Międzynarodowej Międzynarodowego Komitetu Slawistów, Redakcji Ogólnosłowiańskiego Atlasu Językowego.
Autor ponad 400 publikacji z językoznawstwa ukraińskiego i słowiańskiego.